# 會善寺
會善寺位于河南省登封市北6公里嵩山南麓的积翠峰下，会善寺与少林寺、法王寺、嵩岳寺并称为嵩山四大寺院。

## 历史
- 该寺本为北魏孝文帝（471年-499年）时期的离宫，正光元年(520年)建“闲居寺”。[2]
- 隋开皇五年(585年)改名“嵩岳寺”，后隋文帝赐名“会善寺”。[2]
- 唐代武则天巡幸于此寺拜“道安禅师”为国师，赐名“安国寺”，在寺内置“镇国金钢”佛像，并增建殿宇、戒坛、塔。唐朝时期该寺高僧辈出，如“元同”、“净藏”和“一行”禅师。[2]
- 五代时，嵩山琉璃戒坛纳法，又名“封禅寺”，后梁时废。[2]
- 宋太祖开宝五年(972年)赐名“嵩岳琉璃戒坛”和“大会善寺”。[2]
- 元代初期至元年间(1264年-1295年)又赐名“万寿禅寺”。[2]

## 基本概况
会善寺坐北面南。山门面阔共五间，进深有三间，硬山小灰瓦顶，中3间砌有券门，明间门券上嵌有长方形的横匾书“会善寺”三字，内供奉着明周王所赠的“白玉阿弥陀佛”一尊。山门的东西两侧各建有单间硬山造掖门，后面有大雄宝殿，月台上有明成化七年(1471年)高一米余、重六百五十公斤的铁钟一口。大雄殿面阔五间、进深五间，单檐歇山顶，檐下有硕大斗拱，为五铺作重拱双下昂。殿内减柱造，梁架为四椽栿搭牵，用三柱。创建于元代，后多次重修。
会善寺西的山坡上原来有唐代名僧“一行禅师”创建的琉璃戒坛，五代时被毁，现尚存唐代残石柱2根，柱面雕有天王像，柱基雕有鬼怪神兽。寺西面有唐净藏禅师塔，西南面和东南面有清代砖塔5座。
寺内现存主要碑刻有东魏《中岳嵩阳寺碑》、北齐《会善寺碑》、唐代《道安禅师碑》、《会善寺戒坛记》等，具有重要的书法艺术价值和历史文献价值。

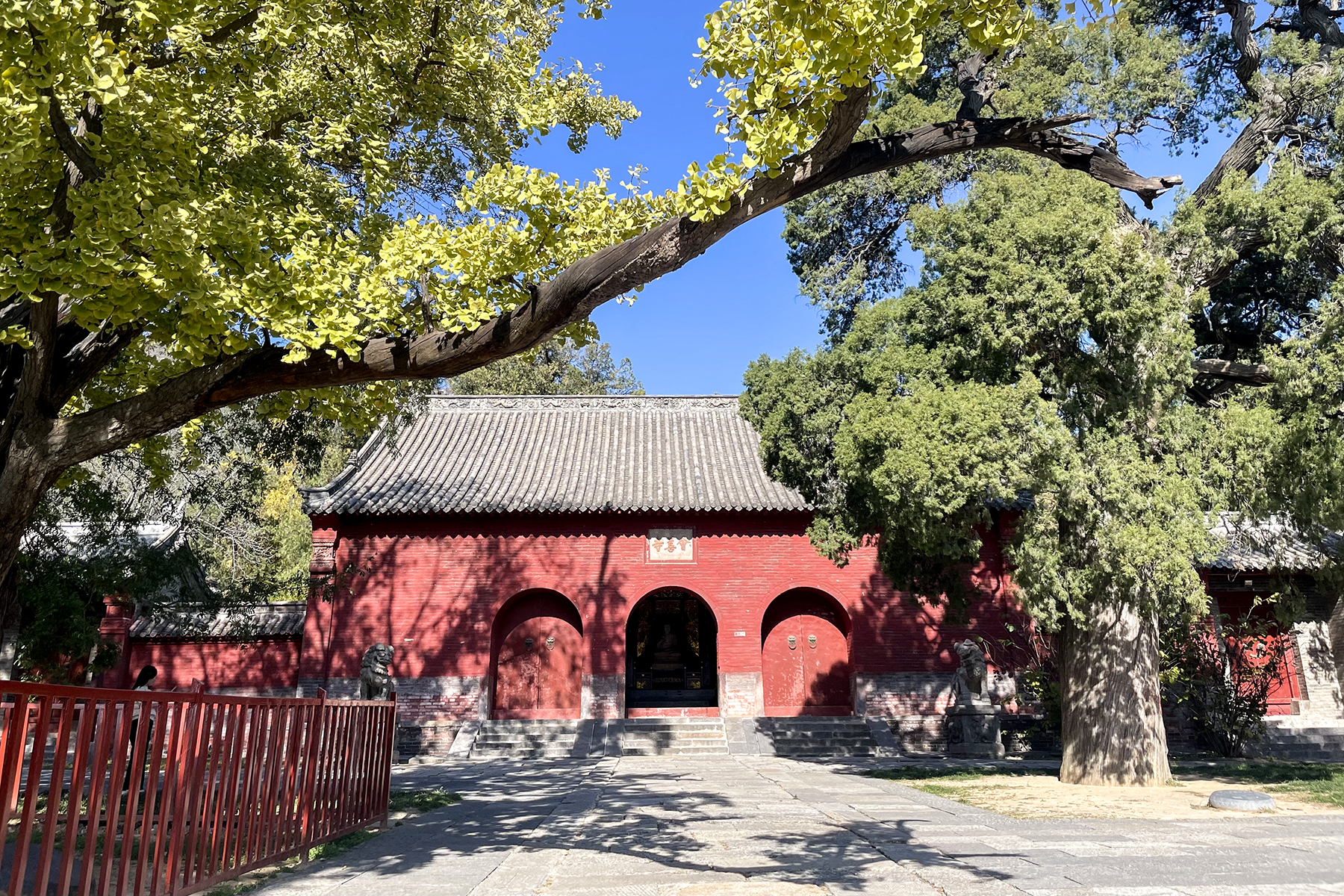
会善寺山门
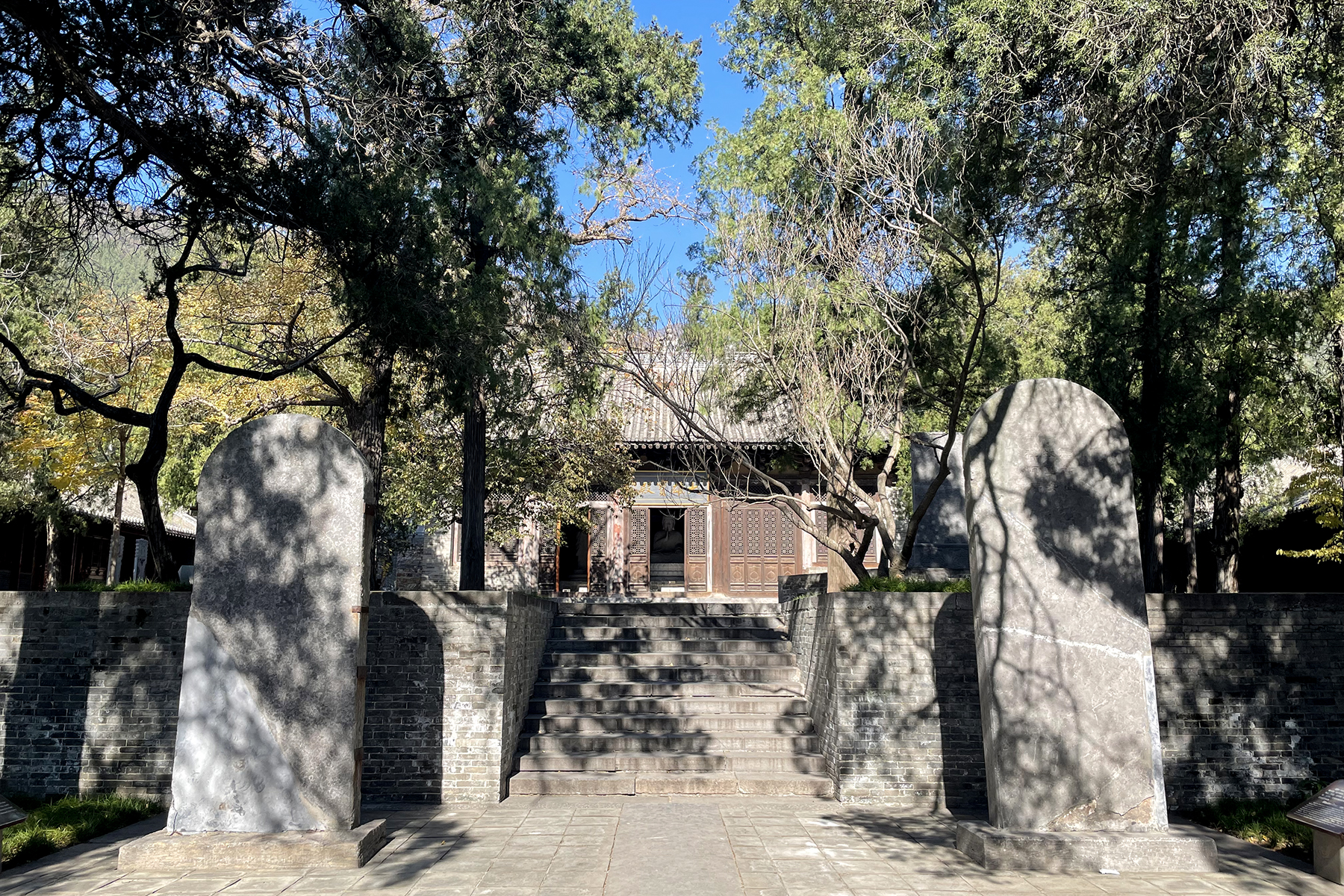
会善寺大殿与碑刻
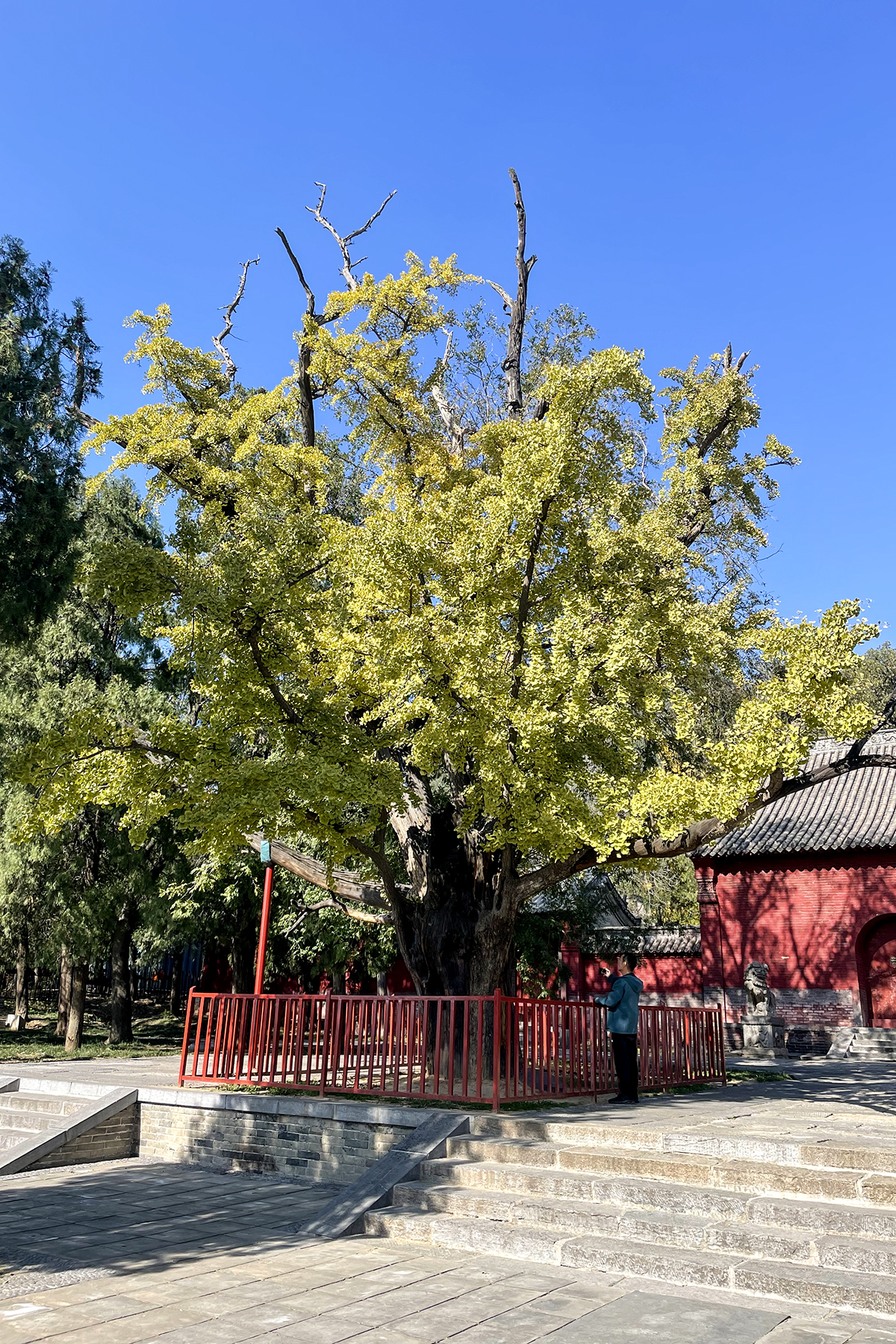
山门前1800年树龄的古银杏
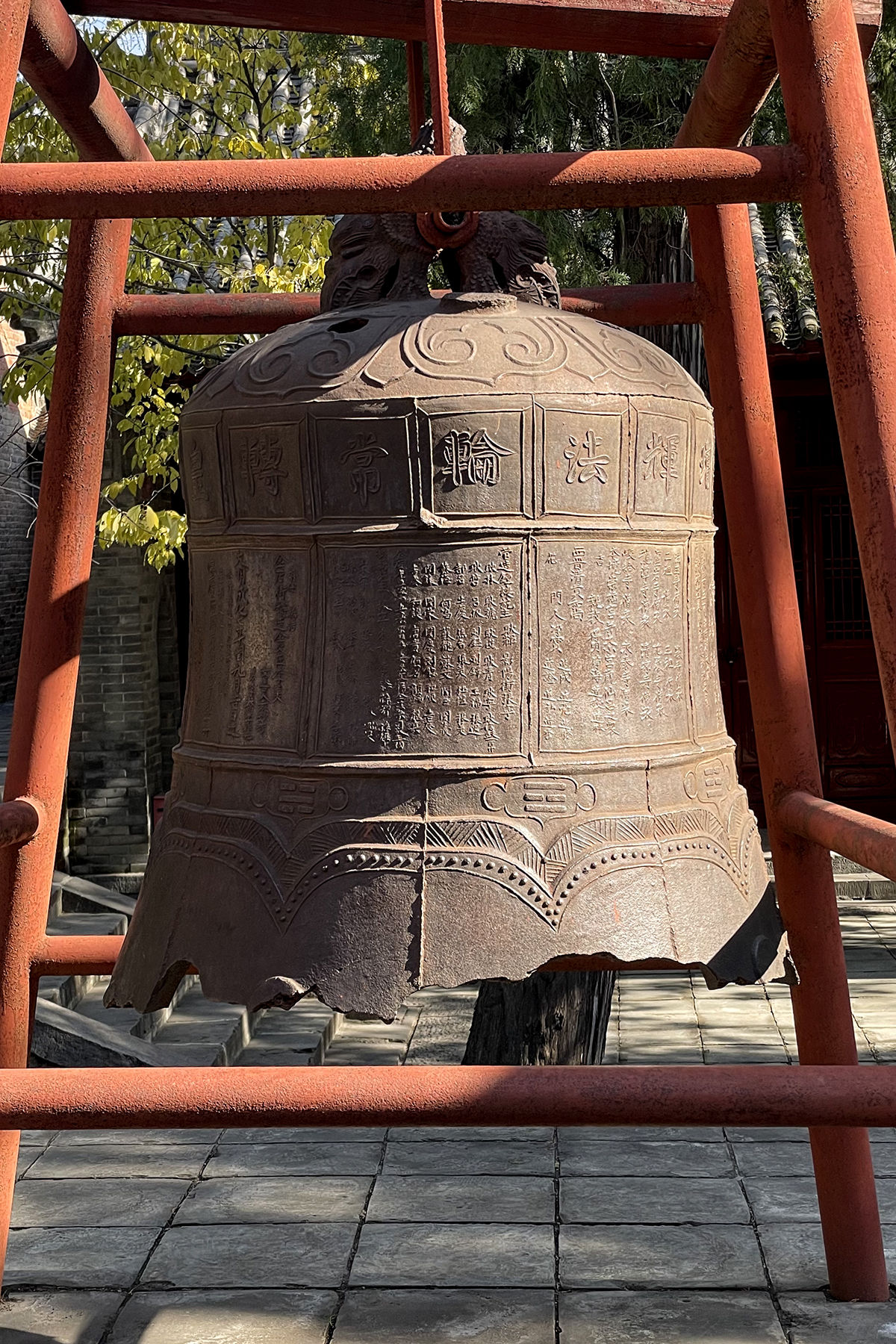
明朝时铸造的铁钟
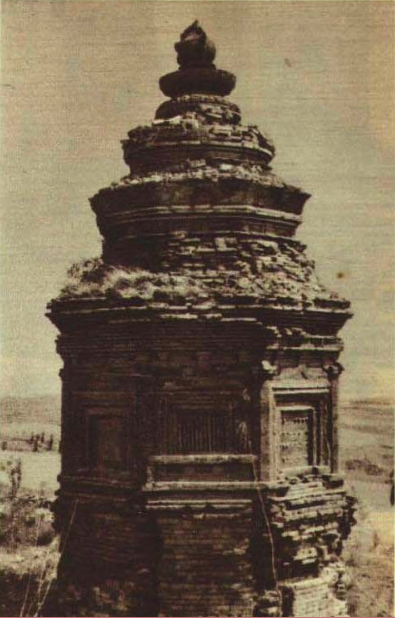
1952年的会善寺净藏禅师塔

## 参看
- 淅川香严寺